# Saison 5 de Notre belle famille
Cet article présente la saison 5 de la série télévisée américaine Notre belle famille.

## Distribution[1]
- Patrick Duffy (Frank Lambert)
- Suzanne Somers (Carol Foster Lambert)
- Staci Keanan (Dana Foster)
- Brandon Call (John Thomas Lambert)
- Sasha Mitchell (Cody Lambert)
- Angela Watson (Karen Foster)
- Christine Lakin (Alicia Lambert)
- Christopher Castile (Mark Foster)
- Josh Byrne (Brendan Lambert)

## Épisodes
La saison comporte 24 épisodes.
1. Quand la petite sœur grandit (Little Sister Don’tcha)
2. Trois filles et un bébé (Three Girls and a Baby) 
3. Vive la liberté (Party Animal) 
4. La Grande Pleureuse (Midnight Caller) 
5. La Nouvelle Femme de ménage (Maid to Order) 
6. À l’est, rien de nouveau (Don't Ask) 
7. Monsieur chips (Hello, Mister Chips) 
8. Garde du corps de star (Roadie) 
9. Roi d'un soir (The Wall) 
10. Mise en boîte (Baby Come Back) 
11. Étrange Veillée de Noël (The Flight Before Christmas) 
12. Ratatouille (What's Wrong with This Picture?)
13. La Finale (Beautiful Ladies of Wrestling)
14. Le Tyran domestique (Torn Between Two Mothers)
15. Angoisse et soupçons (Snow Bunnies) 
16. L'Admirateur inconnu (Secret Admirer) 
17. Il faut savoir rester jeune (Forever Young)
18. Devine qui vient dîner ce soir ? (Guess Who's Coming to Dinner?)
19. Le Bon Choix (Do the Right Thing) 
20. Un prince peut en cacher un autre (The Bodyguard Formerly Known as Prince)
21. Le Test (Major Pain) 
22. Visite à Disneyworld - 1re partie (We’re Going to Disney World - Part 1) 
23. Visite à Disneyworld - 2e partie (We’re Going to Disney World - Part 2) 
24. Les Hommes objets (Men at Work) 